# Đường D 63 (Các Tiểu vương quốc Ả Rập Thống nhất)
D 63 (tiếng Ả Rập: د ٦٣), còn được gọi là Đường Umm Suqeim hoặc Đường Al Qudra là một con đường ở Dubai, Các Tiểu vương quốc Ả Rập Thống nhất. Con đường bắt đầu từ Jumeirah, vuông góc với D 94 (Đường Jumeirah) và chạy theo hướng đông nam đến hồ Al Qudra. D 63 giáp Al Sufouh, Al Barsha và Al Quoz. Giao lộ của nó với đường E 11 (Đường Sheikh Zayed), đường E 44 và đường E 311.
Các địa danh nổi tiếng dọc theo tuyến đường D 63 bao gồm Trung tâm mua sắm Emirates, Dubai Miracle Garden và các tiểu dự án như Arabian Ranches, Dubai Autodrome, Dubai Studio City.